# 12760 Maxwell
A 12760 Maxwell (ideiglenes jelöléssel 1993 TX26) a Naprendszer kisbolygóövében található aszteroida. Eric Walter Elst fedezte fel 1993. október 9-én.